# Labeaume

Labeaume este o comună în departamentul Ardèche din sud-estul Franței. În 1 ianuarie 2022 avea o populație de 684 de locuitori.